# 엘리 비젤
엘리에저 "엘리" 비젤(Eliezer "Elie" Wiesel, 1928년 9월 30일~2016년 7월 2일)은 루마니아 태생 미국의 유대계 작가 겸 교수이다.

## 생애
1928년 9월 30일 루마니아 왕국의 시게트(현재의 시게투마르마치에이)에서 헝가리계 정통 유대교도 가정에서 태어났다. 1944년 나치 독일의 아우슈비츠 강제 수용소에 수감되었으며 수감 당시 왼팔에 수감 번호 "A-7713"이 새겨졌다고 한다. 한편 그의 어머니와 여동생 3명은 그와 격리된 채로 수감 생활을 하다가 살해당했고 모노비츠 강제 수용소에서 수감 생활을 하게 된 그의 아버지는 1945년 1월 28일 부헨발트 강제 수용소로 이송된 이후에 설사와 기아, 피로로 인해 사망하고 만다.
제2차 세계 대전이 종식된 이후에는 프랑스의 고아원에 보내졌고 1948년 소르본 대학교에 입학하면서 프랑스 신문 《라르슈》(L'arche)의 기자로 활동했다. 1952년 노벨 문학상을 수상한 작가인 프랑수아 모리아크의 절친이기도 했는데 모리아크는 홀로코스트 경험담을 글로 써 줄 것을 권유했다고 한다. 엘리 비젤이 전하는 홀로코스트 이야기는 회고록 《밤》(La Nuit)으로 출판되기에 이른다.
1955년 미국 뉴욕으로 이주하였으며 1963년 미국 시민권을 취득했다. 1986년 폭력과 억압, 인종 차별과의 투쟁에 기여한 공로로 노벨 평화상을 수상했다.